# Pseudaphelia carnea
Pseudaphelia carnea är en fjärilsart som beskrevs av Eugène Louis Bouvier 1930. Pseudaphelia carnea ingår i släktet Pseudaphelia och familjen påfågelsspinnare. Inga underarter finns listade i Catalogue of Life.